# Vladímir Chúprikov
Vladímir Olégovich Chúprikov (En ruso; Влади́мир Оле́гович Чу́приков, Moscú, URSS, 24 de julio de 1964 - Ivánovo, Rusia, 19 de septiembre de 2020) fue un actor, director y profesor de teatro y cine soviético y ruso. 

## Biografía
Vladimir Chuprikov nació en Moscú el 24 de julio de 1964. Estudió en la escuela de Arbat y en Perovo. Trabajó como leñador en el norte, agricultor en la región de Kaluga, operador de radio en una fiesta geológica, peluquero, instalador de puertas de acero, corredor de bienes raíces, relojero y conserje. Se graduó en artes escénicas en el Teatro Central de Niños en 1988, bajo el cargo del director artístico del estudio y curso de GITIS - Alexey Vladimirovich Borodin. De 1988 a 2000 trabajó en el Teatro Juvenil Académico Ruso (CDT). Estudió en el Boris Shchukin Theatre Institute. Fue profesor de la VGIK y actor del Teatro Turandot.

## Vida personal
Se casó con su esposa llamada Natalia. Tuvo seis hijos, tres nietos. Falleció el 19 de septiembre de 2020, a los cincuenta y siete años, en su casa en el Óblast de Ivánovo a causa de un paro cardíaco.

## Carrera

### Roles en el teatro
- 2013 - Ikotka - el papel del teniente coronel Fyodor Shepichko.
- 2009 - Hermano Fox - Tío Remus, Hermano Conejo
- 1988 - Dimka-Invisible - Vasya
- 1987 - Las aventuras de Hohenstaufen - Arbenin

### Roles de películas
- 1984 — El Héroe de su novela — fotógrafo
- 1986 — Mijaíl Lomonósov — Gorchakov
- 1987 — Ciudadanos de la revolución — Govorkov, soldado revolucionario
- 1991 — Alto de los vagabundos — Teniente Nochovkin
- 1997 — Mueren los amantes — Conocedor del proceso de ahumado
- 2002 — La vida continúa —
- 2003 — Regreso de Mukhtar —
- 2003 — Gente y sombras 2 — Dima
- 2003 — Abogado — Mujin, detective privado, compañero de clase del abogado Zimin
- 2004 — Taxistа — jefe de la empresa de taxis (en un episodio)
- 2004—2013 — Kulagin y socios — эпизоды
- 2005 — Trotter — Nepman
- 2006 — Georg — Jozef Khmelnitsky
- 2006 — Aeropuerto 2 — Vitaly Egerev
- 2006 — Stalin. En Vivo — Nikita Jruschov
- 2006 — Oficiales — Pavel Petrovich, médico del hospital militar soviético, mayor del servicio médico
- 2006 — Soldados — Capitán de bomberos
- 2007 — Sea Soul — Korytko, contramaestre
- 2007 — Stuntmen — Zyuzya, pirotécnico
- 2008 — Hijas de papá — Shmakov, capitán de policía
- 2008 — Y sin embargo me encanta — policía
- 2008 — Hombre sin pistola — General Potápov
- 2008 — Apostar por la vida — Pavlov, policía
- 2008 — Traza — Egor Zabrodin
- 2008 — Estoy volando — Yuri Ivánovich Barmin
- 2008 — El corazón del enemigo — Hermann Göring
- 2008 — Novia por encargo — Gennady Lvóvich
- 2008 — Love-carrot 2 — conductor de furgoneta
- 2009 — Ruta M8 — Mikhalych, policía de tránsito
- 2009 — Devolución para investigación adicional — Mikhail Potapov ("Potapych"), propietario del servicio de automóviles
- 2009 — El amor no es lo que parece — Koshkin, el padre de Sveta
- 2009 — Hora Volkov 3 — Zinkov
- 2009 — Policía de tránsito — Mayor Maslov
- 2009 — Platinum 2 — doctor Volodya
- 2009 — Casa de contenido ejemplar — Nikita Khrushchev
- 2009 — Oro de los escitas — Coronel Pilipenko
- 2009 — Wolf Messing: Visto a través del tiempo — Nikita Khrushchev
- 2010 — Beria. Perdiendo —
- 2010 — Las hermanas Korolev — Pyotr Shulimov
- 2010 — Póquer - 45 — Alexander Nikolaevich Poskrebyshev
- 2010 — Yegorushka — Nosov
- 2010 — Stroibatya — San Sanych
- 2011 — SOBR — Nikolay Vasilievich Boyarintsev
- 2012 — Juegos de hockey — Nikita Khrushchev
- 2012 — Lone Wolf — Experto
- 2013 — Gagarin. El primero en el espacio — Nikita Khrushchev
- 2014 — Caza — Pilyugin, informante
- 2014 — A fondo — Búho
- 2015 — El amor florece en la primavera — Teterin, distrito
- 2015 — Método — Jefe del Departamento de Asuntos Internos de la ciudad de Mikhailovsk
- 2015 — Cocina 5 (серии N.º 97, 98) — Médico en un hospital de maternidad
- 2015 — La Reina Roja — Nikita Khrushchev
- 2016 — Investigador Tikhonov — Ivan Demyanovich Tsybulko
- 2016 — Gato negro — Nikita Khrushchev
- 2017 — Doctora Anna — Doctor en un centro de prisión preventiva
- 2017 — Optimistas — Nikita Khrushchev
- 2017 — Tango frío — Cocinero
- 2017 — Al otro lado de la muerte — Gerente